# (11704) Gorin
(11704) Gorin est un astéroïde de la ceinture principale.

## Description
(11704) Gorin est un astéroïde de la ceinture principale. Il fut découvert le 22 mars 1998 à Socorro (Nouveau-Mexique) par le projet LINEAR. Il présente une orbite caractérisée par un demi-grand axe de 2,37 UA, une excentricité de 0,13 et une inclinaison de 7,0° par rapport à l'écliptique.

## Compléments